# Lincoln en el bardo
Lincoln en el bardo es una novela experimental de 2017 del escritor estadounidense George Saunders. Es la primera novela completa de Saunders y fue el best-seller de ficción de tapa dura del New York Times durante la semana del 5 de marzo de 2017. Saunders es conocido por sus cuentos, reportajes y ensayos ocasionales.
La novela tiene lugar durante y después de la muerte del hijo de Abraham Lincoln, William "Willie" Wallace Lincoln, y trata sobre el dolor del presidente por su pérdida. La mayor parte del libro, que se desarrolla en el transcurso de una sola velada, se sitúa en el bardo, un espacio intermedio entre la vida y el renacimiento.
Lincoln in the Bardo recibió elogios de la crítica y ganó el premio Man Booker 2017. Muchas publicaciones la clasificaron posteriormente como una de las mejores novelas de su década.

## Concepción e investigación

### Antecedentes
La novela se inspiró en una historia que el primo de la esposa de Saunders le contó sobre cómo Lincoln visitó la cripta de su hijo Willie en el cementerio de Oak Hill en Georgetown en varias ocasiones para sostener su cuerpo, una historia que parece ser corroborada por relatos de periódicos contemporáneos. En marzo de 2017, Saunders proporcionó más detalles sobre los antecedentes y la concepción de su novela:

Many years ago, during a visit to Washington DC, my wife's cousin pointed out to us a crypt on a hill and mentioned that, in 1862, while Abraham Lincoln was president, his beloved son, Willie, died, and was temporarily interred in that crypt, and that the grief-stricken Lincoln had, according to the newspapers of the day, entered the crypt "on several occasions" to hold the boy's body. An image spontaneously leapt into my mind – a melding of the Lincoln Memorial and the Pietà. I carried that image around for the next 20-odd years, too scared to try something that seemed so profound, and then finally, in 2012, noticing that I wasn't getting any younger, not wanting to be the guy whose own gravestone would read "Afraid to Embark on Scary Artistic Project He Desperately Longed to Attempt", decided to take a run at it, in exploratory fashion, no commitments. My novel, Lincoln in the Bardo, is the result of that attempt [...].
Hace muchos años, durante una visita a Washington DC, el primo de mi esposa nos señaló una cripta en una colina y mencionó que, en 1862, mientras Abraham Lincoln era presidente, murió su amado hijo, Willie, y fue enterrado temporalmente en ese lugar. cripta, y que el desconsolado Lincoln, según los periódicos de la época, había entrado en la cripta "en varias ocasiones" para sostener el cuerpo del niño. Una imagen saltó espontáneamente a mi mente: una fusión del Lincoln Memorial y la Piedad. Llevé esa imagen durante los siguientes 20 años, demasiado asustado para intentar algo que parecía tan profundo, y finalmente, en 2012, me di cuenta de que no me estaba volviendo más joven, no quería ser el tipo cuya propia lápida sería leyó "Afraid to Embark on Scary Artistic Project He Desperately Longed to Attempt", decidió intentarlo, de manera exploratoria, sin compromisos. Mi novela, Lincoln in the Bardo, es el resultado de ese intento [...].

Saunders anunció por primera vez la novela en una entrevista del New York Times de 2015 con la novelista Jennifer Egan, revelando que tendría un "elemento sobrenatural" sin dejar de ser "aparentemente histórica". El título de la novela se anunció en una conversación entre Saunders y Susan Sarandon en la revista Interview, en abril de 2016. Ese mismo mes, se publicó una descripción del libro en el sitio web de Random House.
 

### Desarrollo
Saunders originalmente no tenía la intención de escribir una novela (y había evitado hacerlo en el pasado), pero la historia de Lincoln acunando el cuerpo de su hijo se quedó con él, y finalmente, decidió escribir sobre ello. La novela comenzó como una sola sección y se desarrolló con el tiempo.
Para escribir el libro, Saunders realizó una extensa investigación sobre Lincoln y la Guerra Civil, consultando, entre otros libros, Patriotic Gore (1962) de Edmund Wilson. Saunders reorganizó las fuentes históricas para llegar a los "hechos históricos necesarios" e incluyó extractos de ellos en la novela. Muchas de estas fuentes se citan en el libro, junto con otras ficticias.
Saunders dijo que tenía "miedo de escribir este libro". Le preocupaba su capacidad para retratar a Lincoln, pero decidió que limitar su caracterización a una sola noche iba a hacer que el proceso de escritura "no fuera fácil, sino más fácil, porque sabía exactamente dónde estaba en su trayectoria como presidente". Dado que su trabajo generalmente se desarrolla en el presente, Saunders comparó escribir una novela ambientada en 1862 con "correr con pesas en las piernas" porque "no necesariamente podía hacer las voces que [él] crearía naturalmente" ("couldn't necessarily do the voices that [he] would naturally create").

Without giving anything away, let me say this: I made a bunch of ghosts. They were sort of cynical; they were stuck in this realm, called the bardo (from the Tibetan notion of a sort of transitional purgatory between rebirths), stuck because they'd been unhappy or unsatisfied in life. The greatest part of their penance is that they feel utterly inessential – incapable of influencing the living.
Sin revelar nada, permítanme decir esto: hice un montón de fantasmas. Eran algo cínicos; estaban atrapados en este reino, llamado el bardo (de la noción tibetana de una especie de purgatorio de transición entre renacimientos), atrapados porque habían sido infelices o insatisfechos en la vida. La mayor parte de su penitencia es que se sienten completamente esenciales, incapaces de influir en los vivos.
Saunders, George (4 de marzo 2017). "What Writers Really Do When They Write" – via The Guardian.

## Localización
Gran parte de la novela tiene lugar en el bardo, un término tibetano para el "estado intermedio" budista entre la muerte y la reencarnación cuando la conciencia no está conectada a un cuerpo. En la concepción de Saunders, los "fantasmas" que habitan el bardo están "desfigurados por deseos que no cumplieron mientras estaban vivos" y están amenazados por un encarcelamiento permanente en el espacio liminal. No saben que han muerto, refiriéndose al espacio como su "patio de hospital" y a sus ataúdes como "cajas de enfermos".

## Adaptaciones
Saunders normalmente ha grabado él mismo las adaptaciones de audiolibros de sus historias, pero dado el elenco de 166 personajes de esta novela, no sintió que pudiera ser el único actor de doblaje para su adaptación. Su amigo Nick Offerman estuvo de acuerdo al principio del proceso de producción para asumir un papel, al igual que la esposa de Offerman, Megan Mullally. Luego, los dos reclutaron a Julianne Moore, Don Cheadle, Rainn Wilson y Susan Sarandon. Las personas que no son celebridades con papeles incluyen a la esposa de Saunders, sus hijos y varios amigos. Otros narradores notables incluyen a David Sedaris, Carrie Brownstein, Lena Dunham, Keegan-Michael Key, Miranda July, Ben Stiller, Bradley Whitford, Bill Hader, Mary Karr, Jeffrey Tambor, Kat Dennings, Jeff Tweedy y Patrick Wilson.
Mullally y Offerman compraron los derechos para producir una versión cinematográfica de la novela cinco semanas después de su lanzamiento. Saunders participará en el proceso y ha dicho que espera "encontrar una manera de hacer que la experiencia de hacer [la] película sea tan salvaje, agradable e impredecible como la experiencia de escribirla".
En febrero de 2017, Lincoln in the Bardo fue adaptado como un video interactivo de realidad virtual de 360 grados, encargado por The New York Times. La adaptación fue dirigida por Graham Sack y producida por Jennifer 8. Lee

## Recepción
Lincoln in the Bardo fue aclamado por los críticos literarios, y el agregador de reseñas Bookmarks informó cero reseñas negativas y solo tres reseñas mixtas entre 42 en total, lo que indica reseñas "muy favorables". La novela ganó el premio Man Booker 2017. El novelista Colson Whitehead, escribiendo en el New York Times, llamó al libro "una proeza luminosa de generosidad y humanismo". La revista Time la incluyó como una de sus diez mejores novelas de 2017, y Paste la clasificó como la quinta mejor novela de la década de 2010.
La novela ha sido comparada con la colección de poesía Spoon River Anthology de Edgar Lee Masters, publicada en 1915.
La novela fue catalogada como un éxito de ventas en los Estados Unidos por The New York Times y USA Today.